# Бостон (Сайпидин-Атабековский айылный аймак)
Бостон (кирг. Бостон) — село в Сузакском районе Джалал-Абадской области Кыргызстана. Входит в состав Сайпидин-Атабековского айылного аймака.

## География
Село расположено в юго-восточной части области, на правом берегу реки Карадарьи, на расстоянии приблизительно 7 километров (по прямой) к юго-востоку от села Сузак, административного центра района.

## Население
Согласно оценочным данным Национального статистического комитета Кыргызской Республики, численность населения села на начало 2023 года составляла 179 человек.
| год     | 2009 | 2014 | 2015 | 2020 | 2021 | 2023 |
| ------- | ---- | ---- | ---- | ---- | ---- | ---- |
| человек | 171  | 196  | 158  | 166  | 170  | 179  |